# شلبی اوکس
شلبی اوکس (به انگلیسی: Shelby Oaks) یک فیلم ترسناک و معمایی آمریکایی محصول سال ۲۰۲۴ است که توسط کریس استاکمن در اولین کارگردانی بلند تولید، نویسندگی و کارگردانی شده است. در این فیلم کمیل سالیوان، برندان سکستون سوم، مایکل بیچ، روبن بارتلت، کیث دیوید، چارلی تالبرت، امیلی بنت و سارا دورن ایفای نقش می‌کنند.
این فیلم اولین نمایش جهانی خود را در بیست و هشتمین جشنواره بین‌المللی فیلم فانتزیا در ۲۰ ژوئیه ۲۰۲۴ داشت. این فیلم قرار است در ایالات متحده توسط نئون در ۲۲ اوت ۲۰۲۵ اکران شود.

## داستان
پس از ناپدید شدن رایلی در آخرین نوار گروهی از محققان ماورا الطبیعی به نام پارانوئیدهای ماورا الطبیعی، میا دیوانه وار به دنبال خواهرش رایلی می‌گردد. همان‌طور که نگرانی میا بیشتر می‌شود، او شروع به شک می‌کند که شیطان خیالی دوران کودکی رایلی ممکن است واقعی بوده باشد.

## ساخت
فیلمبرداری در ۹ می ۲۰۲۲ آغاز شد و در ۵ ژوئن به پایان رسید. فیلمبرداری در مکان‌های مختلفی در اوهایو انجام شد.

## بازخوردها
- در وب‌سایت جمع‌آوری نقد راتن تومیتوز از برسی ۱۹ نقد منتقد، با میانگین امتیاز ۶٫۷ از ۱۰ مثبت می‌باشد.
- در متاکریتیک، که از میانگین وزنی استفاده می‌کند، بر اساس رای ۵ منتقد، امتیاز ۵۸ از ۱۰۰ را به فیلم اختصاص داد که نشان دهنده نقدهای «مختلط یا متوسط» است.